# Гордън Дохърти
Гордън Дохърти (на английски: Gordon Doherty) е шотландски писател на произведения в жанра исторически роман и приключенски роман.

## Биография и творчество
Гордън Дохърти е роден на 20 февруари 1978 г. в Глазгоу, Шотландия. Следва специалност физика в университета. След дипломирането си работи в сектора на науката и технологиите. Интересът му към изучаване на историята се запалва след посещения на мъгливите римски руини във Великобритания – Адрианов вал и Антонинов вал, и на напечените от слънцето антични забележителности в Турция и Гърция, места с богата история, връщаща се назад през хиляди години. Заедно с работата си започва да пише първия си ръкопис.
Първият му роман „Легионерът“ от едноименната поредица е издаден през 2011 г. Историята в легионерския му роман се развива в късната Римска империя на прага на Великото преселение на народите, при което много племена, включително хуните, ще пристигнат на прага на империята. Главен герой е Нумериус Вителий Паво, който като момче, след смъртта на баща си легионер, е изпратен в граничните легиони, да защитава източните граници от дивите племена. Издава книгата си самостоятелно и тя се оказа голям успех и отправна точка за писателската му кариера.
Следват още над двадесет негови романа, чието действие се развива в Римската империя, Византия, Класическа Гърция и през Бронзовата епоха. Те са издадени както самостоятелно, така и чрез различни издателства.
Той е автор на книгата „Орденът на асасините. Одисея“ от 2018 г., базирана на едноименната игра от култовата поредица.

## Произведения

### Поредица „Легионерът“ (Legionary)
- Eagles in the Desert (2020) – предистория

1. Legionary (2011)[2]
2. Viper of the North (2012)
3. Land of the Sacred Fire (2013)
4. The Scourge of Thracia (2015)
5. Gods & Emperors (2015)
6. Empire of Shades (2017)
7. The Blood Road (2018)
8. Dark Eagle (2020)

### Поредица „Стратези“ (Strategos)
1. Born in the Borderlands (2011)[1][2]
2. Rise of the Golden Heart (2013)
3. Island in the Storm (2014)

### Поредица „Империи от бронз“ (Empires of Bronze)
1. Son of Ishtar (2019)[1][2]
2. Dawn of War (2020)
3. Thunder at Kadesh (2020)
4. The Crimson Throne (2021)
5. The Shadow of Troy (2021)
6. The Dark Earth (2022)

### Поредица „Възходът на императорите“ (Rise of Emperors) – със Саймън Търни
1. Sons of Rome (2020)[1]
2. Masters of Rome (2021)
3. Gods of Rome (2021)

### Участие в общи серии с други писатели

#### Поредица „Орденът на асасините“ (Assassin's Creed)
- Assassin's Creed Odyssey (2018)[1]
Орденът на асасините. Одисея, изд.: ИК „ЕРА“, София (2018), прев. Марин Загорчев

от поредицата има още 14 романа от различни автори